# Neobisioidea
Neobisioidea (лат.) — надсемейство ложноскорпионов. Распространены во всех районах мира. Обитают в почве и помёте. В Европе и Северной Америке живут преимущественно в пещерах.

## Описание
Псевдоскорпионы от мелких (1 мм) до относительно крупных размеров (до 8 мм). Имеют диплотарсатные ноги, то есть лапки всех ходильных ног состоят из двух сегментов. По этой причине многие систематики относят Neobisioidea к подотряду Diplosphyronida. Кроме того, вдоль внутреннего края обоих пальцев хелицер имеются отчётливые зубцы. Пластинки внутренней части серрулы хелицер в основании не срослись. Ламинальная щетинка на хелицерах отсутствует. Обычно субтерминальные (st) щетинки на каждой лапке стопы раздвоены или, по крайней мере, отчетливо зубчатые. Панцирь обычно прямоугольный, если смотреть сверху. Хелицеры умеренно большие, примерно вдвое короче панциря. Один или оба пальца хелицер педипальп снабжены функциональным ядовитым аппаратом. Брюшные тергиты и стерниты не разделены. Веституральные щетинки обычно длинные и заостренные. Часто бывает четыре глаза, но может быть только два или ни одного.
Это надсемейство широко распространено во всех фаунистических районах мира. Члены живут в основном в почве и подстилке; многие из них обитают в пещерах, особенно в Европе и Америке, где они могут быть поразительно изменены для жизни в пещерах. Они широко варьируются в размерах, от почвенных обитателей с длиной тела менее 1 мм до троглобионтов длиной более 8 мм.

## Классификация
В надсемейство входит 7 семейств. В ископаемом состоянии известно с эоцена.

## Семейства
- Bochicidae
- Gymnobisiidae
- Hyidae
- Ideoroncidae
- Neobisiidae
- Parahyidae
- Syariniidae
- Vachoniidae